# Vénissieux
Vénissieux – miejscowość i gmina we Francji, w regionie Owernia-Rodan-Alpy, w departamencie Rodan.
Według danych na rok 1990 gminę zamieszkiwały 60 444 osoby, a gęstość zaludnienia wynosiła 3943 osób/km² (wśród 2880 gmin regionu Rodan-Alpy Vénissieux plasuje się na 6. miejscu pod względem liczby ludności, natomiast pod względem powierzchni na miejscu 752.).
W tej miejscowości ma siedzibę firma Berliet.

## Miasta partnerskie
- Joal-Fadiouth, Senegal
- Manises, Hiszpania
- Nowy Jiczyn, Czechy
- Oschatz, Niemcy
- Żodzino, Białoruś